# Textos Multimodais: Leitura e Produção

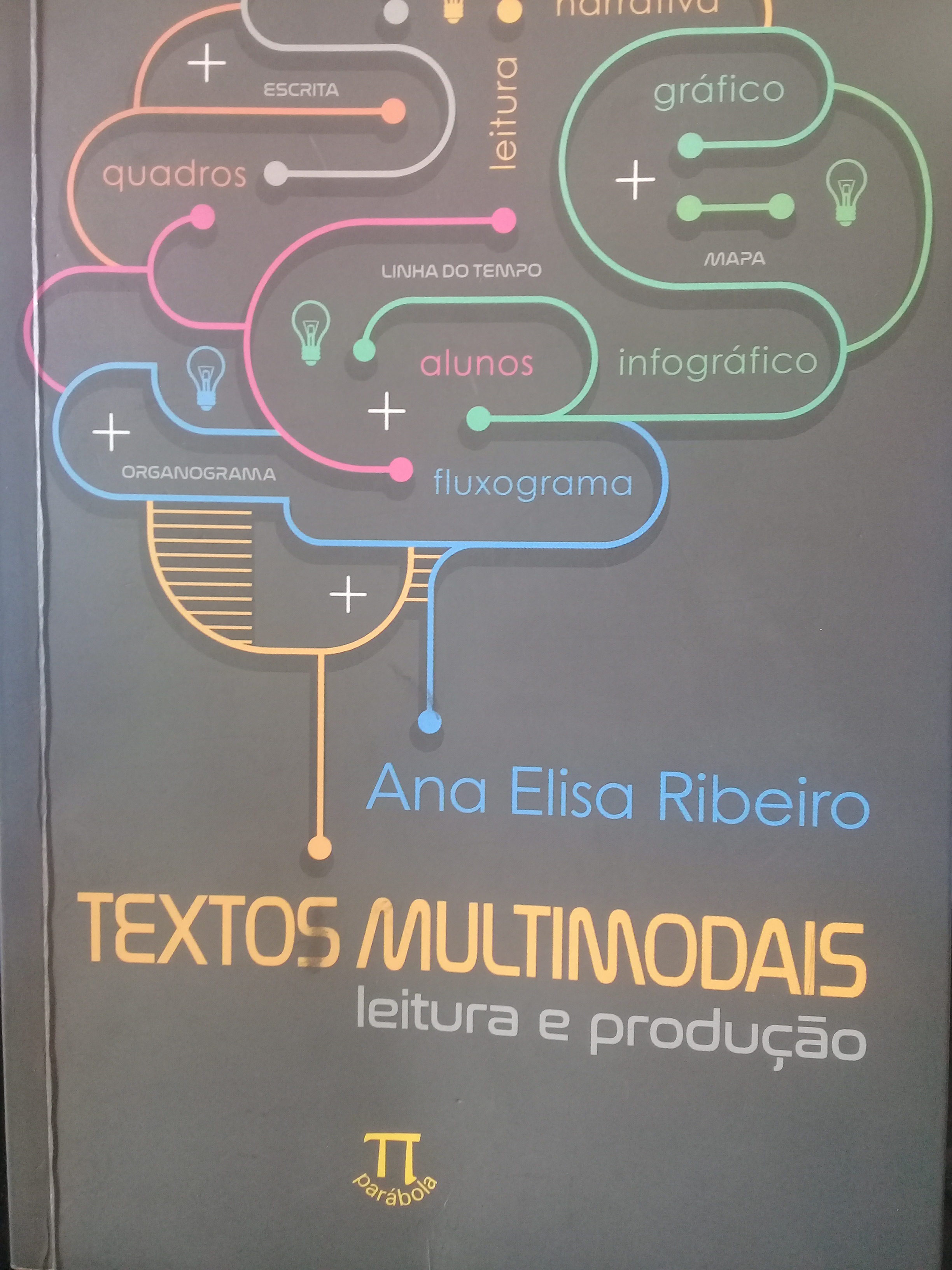
foto da capa

Publicado em 2016 pela Parábola Editorial, o livro surgiu através de uma pesquisa de pós-doutorado. A autora da obra é Ana Elisa Ribeiro, doutora em Linguística Aplicada pela Universidade Federal de Minas Gerais (UFMG), com pós-doutorados em Comunicação Social (PUC-MG) e Linguística Aplicada (Unicamp). Atua como professora no programa de Pós-Graduação do Centro Federal de Educação de Minas Gerais e possui diversas publicações que englobam a leitura, produção e edição de textos, principalmente os relacionados às tecnologias. O presente livro está organizado em oito capítulos e apresenta os relatos da autora sobre os resultados de uma pesquisa realizada com alunos do ensino médio de escolas públicas.

## Resenha
As composições textuais cada dia mais estão atreladas na junção da escrita e imagem, formando assim uma relação quase inseparável, onde o texto assume a condição de multimodal, possuindo inúmeros modos de representação, seja: letras, imagem, sons, etc.
No primeiro capítulo a autora fala sobre a importância dos processos de retextualização e sobre oral/escrito trazendo alguns conceitos. Ana propõe uma atividade de edição para os estudantes pensarem sobre a retextualização, transformando a narração de um locutor de rádio em blocos de notícias escritas, um jornal impresso local e um blog. Ribeiro (2016), afirma que o fundamental é a compreensão dos diversos modos de comunicar para que os alunos possam usá-los corretamente.
O capítulo 2 relata a importância dos textos multimodais nas diversas disciplinas. Para comprovar a importância desses textos, a autora se utilizou do trabalho com infográficos (jornalísticos e não jornalisticos), falando sobre o crescimento da utilização desse recurso trazendo um breve histórico a respeito de cartografia, infografia e gráficos.
O capítulo 3 a autora explica sobre: o perfil do grupo de estudos, levantamento de hipóteses, técnicas utilizadas, o método utilizado na execução da pesquisa, comprovações e questionamentos a respeito de material apresentado. 
O capítulo 4, é a continuidade da atividade anterior, traz a experiência com grupos de alunos do 3° ano do ensino médio que são convidados a fazer leituras de infográficos e a produzir nove textos multimodais a partir desses infográficos. Essa atividade se baseava na produção de gráficos, organograma, fluxograma, mapas e linhas do tempo. A partir dessa atividade a professora/autora percebeu que os alunos possuíam certa dificuldade em interpretar textos verbovisuais e gráficos com linguagem verbal, por se tratar de um gênero textual pouco visto nas aulas de português sendo mais frequentes nas disciplinas de geografia e matemática.
Nos capítulos 5 e 6 encontram -se os resultados dos alunos de leitura e produção baseados nas respostas. Esses dois capítulos são pequenos, mas importantes pois apresentam os textos produzidos pelos alunos, onde contém observações de cada um deles. Analisando as nove atividades (explicadas no capítulo 4) Ana Elisa Ribeiro (2016) constatou que os alunos demonstraram grande dificuldade para executar esses textos multimodais.
O capítulo 7 a autora relata que as mesmas propostas de produção textual apresentadas aos alunos foram apresentadas a uma criança de oito anos e uma profissional de designer, e ela pode constatar que apesar da diferença de idade e a formação, foi possível perceber que em algumas atividades, as representações aproximaram-se umas das outras. Para a autora, todos eles são capazes de selecionar recursos verbovisuais para se expressar.
No capítulo 8, capítulo final a autora conclui o livro visando a importância de professores trabalharem em suas aulas de Língua Portuguesa com textos multimodais e apresenta algumas sugestões para isso, pois ela defende a necessidade de levar os alunos a pensarem como se dá a escrita e a leitura desses textos.